# Tsuki wa noborinu
Tsuki wa noborinu (月は上りぬ, La lluna ha sortit) és una pel·lícula japonesa dirigida per Kinuyo Tanaka i estrenada el 1955.

## Sinopsi
L'acció transcorre en els primers anys de la postguerra. Mokichi Asai és un pare vidu de tres filles, amb qui viu a la ciutat de Nara al recinte del temple Tōdai-ji. La filla gran, Chizu és vídua. El germà petit del seu marit difunt, Shoji Yasui, fa molt de temps que no troba feina i viu amb la família Asai al temple. La petita de les germanes, Setsuko, n'està enamorada en secret. No obstant això, la seva relació és purament amistosa.
Un dia, l'amic de Shoji Amamiya, que té una feina de prestigi a la companyia telefònica, ve a visitar Shoji. La Setsuko va decidir presentar a l'Amamiya la germana mitjana, Ayako. Amamiya va tornar aviat a Tòquio, però des d'allà va continuar comunicant-se amb Ayako, i més tard li va proposar festeig.
Setsuko somia constantment amb viure a Tòquio, on van viure fins a la mort de la seva mare. Un dia, ella es va barallar amb Shoji perquè li van oferir una feina a Tòquio, i ell la va rebutjar a favor del seu amic, que estava més interessat en l'oferta. Shoji va acusar Setsuko de ser egoista i no es van parlar entre ells durant molt de temps. Posteriorment, a Shoji encara se li oferirà una altra feina a Tòquio, i ell, sense dubtar-ho, es prepararà per la carretera, emportant-se la Setsuko, que s'ha reconciliat amb ell.
Mokichi Asai es queda a Nara amb la seva filla gran Chizu, però ell la convenç perquè pensi en un segon matrimoni.

## Repartiment
- Chishū Ryū: Mokichi Asai
- Shūji Sano: Shunsuke Takasu
- Hisako Yamane: Chizuru Asai, la filla gran
- Yōko Sugi: Ayako Asai, la segona filla
- Mie Kitahara: Setsuko Asai, la filla menor
- Kō Mishima: Wataru Amemiya
- Shōji Yasui: Shōji Yasui
- Kinuyo Tanaka: Yoneya, servent de la família Asai
- Junji Masuda: Yutaka Tanaka
- Miki Odagiri: Fumiya, servent de la família Asai
- Hiroshi Shiomi: Jikai, un sacerdot

## Al voltant de la pel·lícula
El guió de Tsuki wa noborinu va ser escrit per Yasujirō Ozu en col·laboració amb Ryōsuke Saitō el 1947, però el projecte havia de ser rodat originalment per Ozu. perquè el Shintōhō es va retardar diverses vegades. Com a resultat, Ozu i el productor Koi confien el guió al Gremi de Directors del Japó perquè la pel·lícula pugui ser produïda pel Nikkatsu, que acaba de reconstruir estudis i està rellançant la producció de pel·lícules. Però només uns mesos abans, les cinc grans companyies cinematogràfiques japoneses: la Shōchiku, la Tōhō, la Daiei, la Shintōhō i la Tōei va signar l'Acord de cinc empreses el setembre de 1953 que pretenia bloquejar la contractació d'actors pel seu nou competidor, el Nikkatsu.
Kinuyo Tanaka es troba doncs amb Tsuki wa noborinu enfront dels jocs polítics de la indústria cinematogràfica. A causa de l'Acord de les Cinc Companyies, molts actors es mostren reticents a participar en el projecte, les audicions es multipliquen, fet que retarda l'inici del rodatge i, finalment, el repartiment està format en gran part per nous actors poc coneguts pel públic. Tot i que Tsuki wa noborinu s'havia d'estrenar el març de 1954, el rodatge no va començar fins a l'octubre del mateix any.
El guió original de 1947 es va modificar a petició d'un patrocinador, la Nippon Telegraph and Telephone Public Corporation (NTTPC, una empresa de telecomunicacions que ara s'anomena Nippon Telegraph and Telephone) fundada el 1952 i que volia promocionar el seu serveis. Així, l'enginyer Amemiya que està enamorat d'Ayako, la segona de les noies Asai, viatja a Osaka per treballar en l'establiment d'una línia de comunicació telefònica entre Tòquio i Osaka mitjançant una tecnologia de transmissió de microones.